# Willy Michiels (Haaltert)
Willy Michiels, volledige naam August Willy Michiels (Haaltert 19 juni 1937 - aldaar, 5 juni 2020), ook gekend onder de bijnamen 'Bingo Willy', 'Bingokoning' en 'Den Chipper', was een selfmade ondernemer en daarnaast burgemeester van Haaltert. Hij begon zijn carrière als kersenplukker in de zaak van zijn vader en begon toen met de in- en uitvoer van Amerikaanse jukeboxen. Zijn contacten met cafés gebruikte hij ook om jackpot- en bingotoestellen te leveren. Hij groeide uit tot een van de grootste spelers in die ongereguleerde markt. Later werd hij ook actief in het beheer en de financiering van horeca-vastgoed. Uit zijn onderneming ontstond het gokbedrijf Napoleon Games, dat hij in 2015 verkocht aan de investeringsgroep Waterland.
In 1976 werd hij een eerste keer burgemeester van zijn thuisdorp Kerksken en van 1982 tot 1988 ook van fusiegemeente Haaltert. Toen kwamen ook een aantal onfrisse praktijken naar buiten, hij zou een aantal keer veroordeeld worden voor omkoping en fiscale fraude. Om die reden werd zijn aanstelling na de gemeenteraadsverkiezingen van 1994 en 2000 als burgemeester geweigerd. Dat leidde tot zijn schorsing als schepen van april 2011 tot december 2012, wat een zeer uitzonderlijke tuchtstraf is voor een schepen. Lokaal bleef hij desondanks de sterke man.
Na de verkoop van zijn gokbedrijf was hij vooral bezig met zijn passie oldtimers. Hij overleed op 5 juni 2020 in het woonzorgcentrum Sint-Jozef in Haaltert.